# Хар-Хеврон

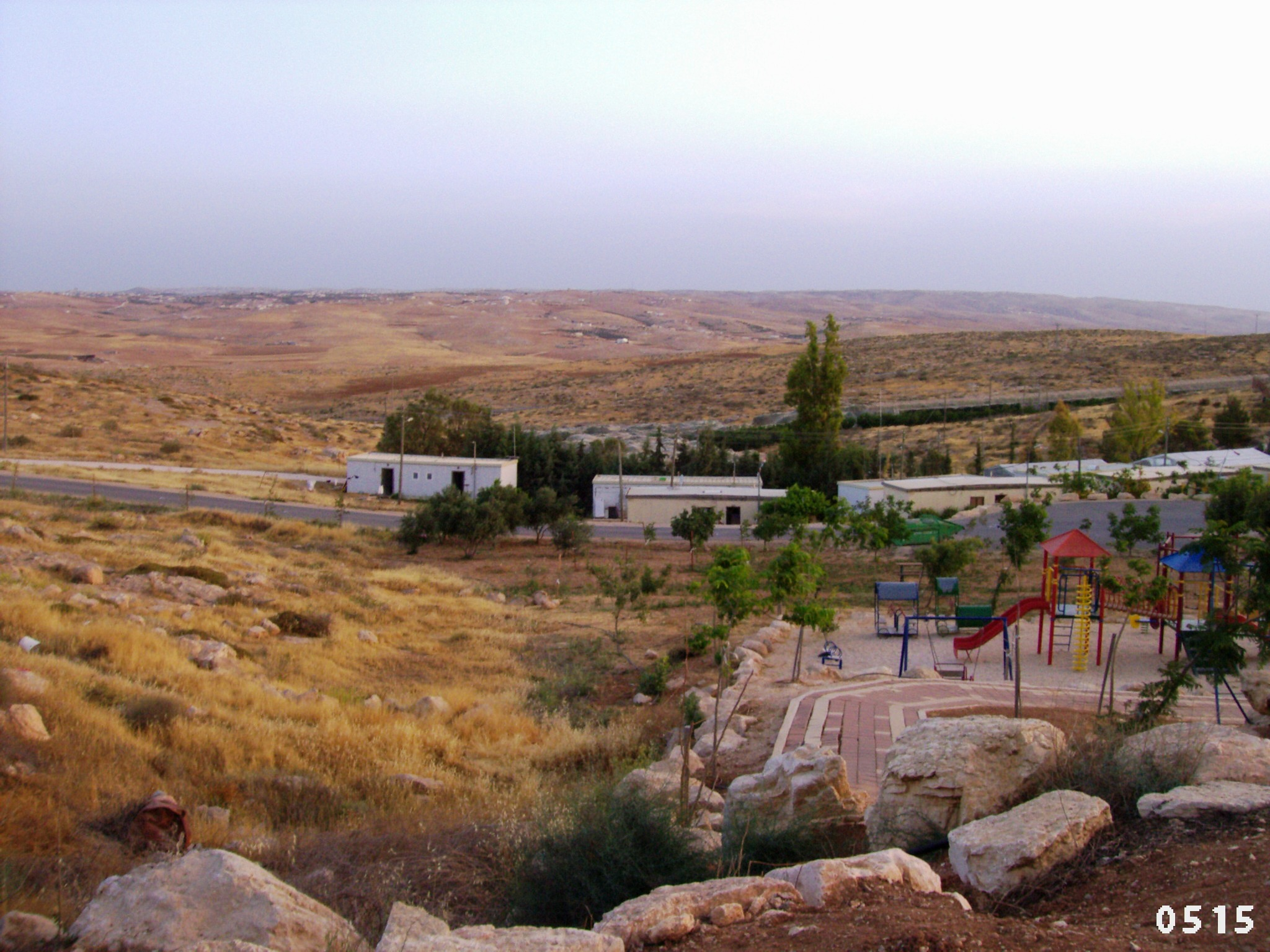
Панорама

Хар-Хеврон (ивр.  מועצה אזורית הר חברון‎, Mo’atza Azorit Har Hevron) — региональный совет в Израиле. Входит в Округ Иудея и Самария, находится в южной части холмов Иудеи (на юге Западного Берега), у горы Хеврон. Объединяет местные еврейские поселения. Штаб-квартира в Отниэль, совет основан в 1983 году.

## Список поселений
Региональный совет Хар-Хеврон управляет 17 еврейскими поселениями. Три из них находятся на израильской стороне разделительного забора. Расположенная физически на его территории Кирьят-Арба, тем не менее, независима. Общее население регионального совета Хар-Хеврон составляет 7200 человек (2014).